# Indio Hills
Indio Hills ist ein Census-designated place im Riverside County im US-Bundesstaat Kalifornien. Das U.S. Census Bureau hat bei der Volkszählung 2020 eine Einwohnerzahl von 1.048 ermittelt. Indio Hills liegt im Coachella Valley in der Nähe des Joshua-Tree-Nationalparks.

## Geografie
Indio Hills befindet sich im zentralen Teil des Riverside Countys im US-Bundesstaat Kalifornien. Der Ort ist abseits der dicht bevölkerten Gebiete des Coachella Valleys gelegen.
Mit 972 Einwohnern (Stand der Volkszählung 2010) und einer Fläche von 55,7 km², die komplett aus Land besteht, beträgt die Bevölkerungsdichte nur 17,4 Einwohner pro Quadratkilometer. Das Ortszentrum liegt auf einer Höhe von 310 Metern.

## Politik
Indio Hills ist Teil des 28. Distrikts im Senat von Kalifornien, der momentan vom Demokraten Ted W. Lieu vertreten wird. In der California State Assembly ist der Ort dem 56. Distrikt zugeordnet und wird somit vom Demokraten V. Manuel Pérez vertreten. Auf Bundesebene gehört Indio Hills Kaliforniens 36. Kongresswahlbezirk an, der einen Cook Partisan Voting Index von R+1 hat und vom Demokraten Raul Ruiz vertreten wird.